# تاج أمير (مقاطعة دلفان)
تاج امير (بالفارسية: تاج امیر) هي قرية تقع في قسم خاوة الجنوبي الريفي (مقاطعة دلفان) في إيران. يقدر عدد سكانها بـ 902 نسمة بحسب إحصاء 2016.